# Зінченкове
Зі́нченкове — село в Україні, в Ічнянській міській громаді Прилуцького району Чернігівської області. Населення становить 15 осіб. До 2017 року орган місцевого самоврядування — Ступаківська сільська рада.

## Географія
Село Зінченкове розташоване на правому березі річки Смош, вище за течією на відстані 0,5 км розташоване село Ступаківка, нижче за течією на відстані 1 км — село Іваниця. Біля села розташований лісовий заказник місцевого значення «Бойковщина».
На мапі Шуберта 1869 року позначене як Х. На мапі РСЧА 1941 року позначене як комуна (з маленької літери).